# Abyssoaclis
Abyssoaclis is een geslacht van weekdieren uit de klasse van de Gastropoda (slakken).

## Soort
- Abyssoaclis alagoensis Barros, Mello, Barros, Lima, Santos, Cabral & Padovan, 2003